# گاوداری سگاری
گاوداری سگاری یک منطقهٔ مسکونی در ایران است که در دهستان حومه (ایرانشهر) واقع شده‌است. گاوداری سگاری ۱۷۷ نفر جمعیت دارد.